# 小行星9103
小行星9103（英語：9103 Komatsubara）是一颗围绕太阳公转的小行星。1996年12月14日，小林隆男在大泉天文台发现了此天体。
这颗小行星的绝对星等为32.90879591515869等。